# Nissan Murano
Nissan Murano er modelbetegnelsen for en SUV fra japanske Nissan, som er blevet produceret siden 2003.
Den er baseret på samme platform som luksusbilen Nissan Maxima, og er forsynet med den samme 3,5 liters benzinmotor på 172 kW (234 hk), som efter faceliftet i 2008 steg til 188 kW (255 hk).

## Tekniske data[1]
- Motortype: V6 24V
- Slagvolume: 3,5 L (3498 cm³)
- Maks. effekt: 188 kW (255 hk) ved 6000 omdr./min.
- Maks. drejningsmoment: 334 Nm ved 4400 omdr./min.
- 0-100 km/t: 8,0 sek.
- Topfart: 210 km/t